# Jan Lauwers (cyclisme)
Jan Lauwers, né le 5 octobre 1938 à Zemst, est un coureur cycliste belge. Professionnel de 1962 à 1967. Il a notamment remporté 3 étapes du Tour d'Espagne et la Coupe Sels.

## Palmarès
- 1960
  - 3ea et 5eb (contre-la-montre par équipes) étapes du Tour de Belgique amateurs
  - Bruxelles-Oetingen
  - Deux Jours de Malines :
    - Classement général
    - 1re et 2e étapes
- 1961
  - 3eb étape du Trophée Nice-Matin
- 1962
  - Grand Prix d'Affligem
  - Bruxelles-Hekelgem
  - Grand Prix de l'Escaut indépendants
  - Coupe Sels
  - 2e du championnat de Belgique indépendants
  - 3e du Championnat de Flandre indépendants
- 1963
  - 4e et 11e étapes du Tour d'Espagne
  - 2e de Kessel-Lier
  - 2e du Circuit de Belgique centrale
- 1964
  - 3e étape de Paris-Nice (contre-la-montre par équipes)
  - Grand Prix du canton d'Argovie
  - 3e du Circuit des régions fruitières
- 1965
  - 2e du GP Union Dortmund
- 1966
  - Grand Prix de la ville de Vilvorde
  - 2e du Circuit des régions flamandes
  - 2e du Grand Prix Betekom
- 1967
  - 9e étape du Tour d'Espagne
  - 2e de la Flèche brabançonne
  - 2e du Grand Prix de la ville de Vilvorde

## Résultats sur les grands tours

### Tour d'Espagne
2 participations
- 1963 : 52e, vainqueur des 4e et 11e étapes
- 1967 : abandon (16e étape), vainqueur de la 9e étape

### Tour d'Italie
1 participation
- 1963 : abandon